# Sleipner-Klasse
Die Sleipner-Klasse war eine Klasse von sechs kleinen Zerstörern (Torpedobooten) der norwegischen Marine, die zwischen 1936 und 1940 gebaut wurden: Sleipner, Æger, Gyller, Odin, Balder und Tor. Vier der Boote (Gyller, Odin, Balder und Tor) wurden bei der deutschen Invasion Norwegens von der Wehrmacht erbeutet und dienten von 1940 bis 1945 unter neuen Namen (Löwe, Panther, Leopard und Tiger) als Torpedoboote in der Kriegsmarine.

## Geschichte
Nach dem Ersten Weltkrieg hielt die norwegische Marine eine Vielzahl von unterschiedlichen Torpedoträgern im Dienst. Die ältesten Boote wurden seit Mitte der 1920er Jahre noch als Wach- und M-Boote verwendet.
Auf Grund der wirtschaftlichen Lage und der politischen Stabilität der Region wurden aber erst mit den Haushalten 1933/1934 finanzielle Mittel für die Anschaffung moderner Torpedoträger bewilligt.
Design und Ausstattung der Klasse waren für damalige Zeit fortschrittlich und gegenüber der vorhergegangenen Draug-Klasse insbesondere hinsichtlich der Seeziel- und Fla-Artillerie und der Unterwasserwaffen erheblich verbessert. So wurde unter anderem erstmals in Norwegen Aluminium zum Bau von Brücke, Mast und Schornstein verwendet, und der Rumpf wurde aus gehärtetem Spezialstahl gefertigt. Fünf der sechs Boote wurden auf der Werft von Karljohansvern, der ehemaligen „Marinens Hovedverft“, der Königlich Norwegischen Marine in Horten gebaut, die Tor hingegen von der Fredrikstad Mekaniske Verksted in Fredrikstad.
Zwar wurden die Boote als Zerstörer (Jagere) bezeichnet, aber sie entsprachen in Größe und Bewaffnung eher den Torpedobooten der größeren Marinen. Sie verdrängten lediglich 735 Tonnen – die Marine hatte Schiffe von etwa 1000 Tonnen Größe gefordert, musste sich aber aus Kostengründen mit dem kleineren Entwurf bescheiden – und waren nur mit drei Bofors 4-Zoll (102 mm) Geschützen und einem Doppelsatz von 21-Zoll (53,3 cm) Torpedorohren bewaffnet. Auf Grund ihrer geringen Größe hatten die Boote jedoch nur einen verhältnismäßig geringen Aktionsradius und beschränkte Hochseetüchtigkeit.

## Technische Daten
Die Boote waren 74,3 m lang und 7,75 m breit, hatten maximal 4,15 m Tiefgang und eine Konstruktionsverdrängung von 735 Tonnen. Der Rumpf aus hochfestem Stahl wurde weitgehend geschweißt. Im mittleren Bereich handelte es sich um eine Längs- an den Schiffsenden um eine Querspantenkonstruktion. Zwei De Laval Dampfturbinen lieferten zu den beiden Propellern eine Gesamtleistung von 12500 PS, die eine Höchstgeschwindigkeit von 32 Knoten ermöglichten. Den Dampf lieferten drei mit Dieselöl befeuerte  Yarrow-Kessel. Der Aktionsradius betrug 3500 Seemeilen bei einer Marschgeschwindigkeit von 15 Knoten. Die Besatzung bestand aus 75 Mann.
Die Bewaffnung bestand aus drei 10,2-cm-Geschützen, einer 40 mm Bofors-Flak, zwei 12,7-mm-Colt-Fla-MG, zwei 53,3-cm-Torpedorohren in einem Zwillingssatz mittschiffs und vier Wasserbombenwerfern. Jedoch gab es dabei innerhalb der Klasse leichte Variationen. Das Typschiff Sleipner hatte nur zwei 10,2-cm-Geschütze und konnte diese wegen ihres beschränkten Erhöhungswinkels auch nicht zur Fliegerabwehr einsetzen. Æger besaß die genannte Bewaffnung. Gyller hatte vier Torpedorohre in zwei Zwillingssätzen. Odin hatte statt der 40-mm-Flak eine 20-mm-Flak. Balder und Tor waren zum Zeitpunkt des deutschen Überfalls auf Norwegen noch im Bau, und es ist nicht bekannt, ob bei ihnen weitere Modifikationen der Bewaffnung geplant waren. Die Tor (bzw. Tiger) wurde nach ihrer Erbeutung durch die Kriegsmarine mit zwei 10,5-cm-Geschützen, einem 4-cm-Fla-Geschütz und zwei 20-mm-Flak bewaffnet; hinzu kamen zwei 53,3-cm-Torpedorohre in einem Zwillingssatz und bis zu 24 Minen. 1941 wurde eines der 10,5-cm-Geschütze durch zwei weitere 20-mm-Flak ersetzt. Die Balder (bzw. Leopard) erhielt zwei 10,5-cm-Geschütze, eine 4-cm-Flak, zwei 20-mm-Flak, zwei 53,3-cm-Torpedorohre in einem Zwillingssatz sowie bis zu 24 Minen.

## Schicksale
- Die Sleipner verlegte beim Beginn der deutschen Invasion zum Eingang des Romsdalsfjords, nahm an der Beschlagnahmung eines deutschen Frachters und eines Fischtrawlers teil, ging am 25. April nach Großbritannien und versah danach unter norwegischer Flagge Geleitdienst entlang der britischen Ostküste. Sie wurde am 10. März 1944 außer Dienst gestellt und eingemottet. Im Mai 1945 kehrte das Boot nach Norwegen zurück, wo es bis zu seinem Umbau 1948 zur Fregatte eingemottet blieb. 1959 wurde das Boot abgewrackt.
- Die Æger befand sich beim deutschen Angriff auf Norwegen am 9. April 1940 bei Stavanger, versenkte dort im nahen Byfjord den deutschen Nachschubfrachter Roda (6780 BRT) und wurde dann durch Ju 88 Sturzkampfbomber der III. Gruppe des Kampfgeschwaders 4 (III./KG 4) so schwer beschädigt, dass sie aufgegeben werden musste,[2] bei Hundvåg auf die Küste getrieben und schließlich verschrottet wurde. Ihre drei 10,2-cm-Geschütze wurden von der Wehrmacht ausgebaut und als Hafenschutzbatterie in Grødeimhammeren verwendet.
- Die Gyller diente im Winter 1939/40 zusammen mit ihren Schwesterschiffen Æger und Sleipner in Nordnorwegen, wo sie die Neutralität des Landes im Winterkrieg zwischen der Sowjetunion und Finnland überwachten. Bei der deutschen Besetzung Norwegens lag das Boot am 9. April in Kristiansand, wo es angreifende Luftwaffen-Kampfflugzeuge beschoss und dann auslief, um vor dem Hafen eventuelle Angreifer abzufangen. Als das Schiff später zum Wasser auffüllen wieder an der Pier lag, fiel es dem überraschend einlaufenden deutschen Verband kampflos in die Hand, ebenso wie das Schwesterschiff Odin. Das Boot wurde von der Kriegsmarine überholt und neu bewaffnet und danach als Torpedoboot Löwe in Dienst gestellt. Die Löwe kam zunächst zur 7. Torpedoboot-Flottille und versah 1940 Geleitdienst im Skagerrak und Kattegat, diente dann bis Kriegsende als Torpedofangboot bei der 27. U-Flottille, einer Ausbildungsflottille, in Gotenhafen. Am 30. Januar 1945 begleitete die Löwe die Wilhelm Gustloff auf deren letzter Fahrt; beim Untergang der Wilhelm Gustloff rettete das Boot 472 Menschen. Das Boot lag bei Kriegsende in Flensburg und wurde an Norwegen zurückgegeben. Dort diente es bis 1948 als Geleitzerstörer und wurde dann zur Fregatte umgebaut. Das Boot wurde 1959 ausgemustert und zum Abwracken verkauft.
- Die Odin hatte sich noch am 8. April 1940 an der Rettung der Überlebenden des deutschen Truppen- und Materialtransportschiffs Rio de Janeiro beteiligt, das vor Lillesand von dem unter britischem Kommando stehenden polnischen U-Boot Orzeł mit drei Torpedos versenkt worden war. Bereits am folgenden Morgen wurde das Boot dann im Hafen von Kristiansand bei der Marinebasis Marvika liegend von den deutschen Invasionskräften kampflos beschlagnahmt. Das Boot wurde teilweise umgebaut und am 20. April als Torpedoboot Panther von der Kriegsmarine in Dienst gestellt. Seine Hauptbewaffnung bestand nunmehr aus nur noch zwei 10,5-cm-Geschützen, von denen eines 1941 durch zwei zusätzliche 20-mm-Flak ersetzt wurde. Außerdem war es nun mit Minenwurfgestellen und bis zu 24 Minen ausgestattet. Die Panther diente in der 7. Torpedoboot-Flottille und versah bis Ende 1941 Geleit- und Schuldienst im Skagerrak und Kattegat. Von Januar 1942 bis Kriegsende diente auch sie als Torpedofangboot bei der 27. U-Flottille in Gotenhafen. Bei Kriegsende lag das Boot in Holmestrand am Oslofjord. Es wurde an Norwegen zurückgegeben, diente bis 1948 als Geleitzerstörer, wurde dann zur Fregatte umgebaut und 1959 ausgemustert und zum Abwracken verkauft.
- Die Tor lag zum Zeitpunkt der deutschen Invasion zwar mit Besatzung, aber noch ohne Bewaffnung, zur Endausrüstung in Fredrikstad. Um es nicht in Feindeshand fallen zu lassen, versenkte die Besatzung ihr Boot im Werfthafen. Die Kriegsmarine hob das Boot bereits am 16. April und brachte es am 22. April nach Drammen, wo es repariert und ausgerüstet wurde. Die Arbeiten wurden im Juni 1940 auf der Karljohansvern Marinewerft in Horten vollendet, und am 13. Juni wurde das Boot als Torpedoboot Tiger von der Kriegsmarine in Dienst gestellt.[3] Auch die Tiger wurde der 7. Torpedoboot-Flottille zugeteilt und zum Geleit- und Schuldienst im Skagerrak und Kattegat verwendet. Nach der Auflösung dieser Flottille kam das Boot zur 27. Unterseebootsflottille in Gotenhafen als Torpedofangschiff. Bei Kriegsende lag das Boot im dänischen Korsør. Es wurde an Norwegen zurückgegeben und dort als Geleitzerstörer in Dienst gestellt. 1948 wurde es, wie seine vier Schwesterschiffe, zur Fregatte umgebaut. Die Ausmusterung und Verschrottung erfolgte 1959.
- Die Balder fiel den deutschen Invasoren ebenfalls noch unvollendet am 9. April 1940 in der Werft in die Hand. Sie wurde nach Fertigbau am 26. Juli 1940 als Torpedoboot Leopard in Dienst gestellt und mit der 7. Torpedoboot-Flottille zum Geleitdienst im Raum Norwegen-Dänemark genutzt.[4] Im Januar 1942 wurde sie als Torpedofangboot nach Gotenhafen überstellt. Das Boot kam nach Kriegsende zurück an Norwegen, diente dort bis 1948 als Geleitzerstörer, wurde dann zur Fregatte umgebaut und schließlich 1962 abgebrochen.